# Mapou Yanga-Mbiwa
Pour les articles homonymes, voir Yanga.
Mapou Yanga-Mbiwa  né le 15 mai 1989 à Bangui (Centrafrique), est un footballeur international français. Il évolue au poste de défenseur.
Après avoir été repéré lors d'un match à Martigues, il commence sa carrière professionnelle au Montpellier Hérault Sport Club en 2006. Également utilisé par Rolland Courbis comme latéral gauche lors de la saison 2008-2009 puis comme latéral droit par René Girard lors de la saison 2009-2010, il est possible de dire de lui qu'il est un défenseur polyvalent et non uniquement axial.
Mapou Yanga-Mbiwa est champion de France en 2012 avec le Montpellier HSC puis quitte le club l'année suivante pour rejoindre Newcastle United puis l'AS Rome la saison suivante. Il revient en France deux ans et demi après son départ pour rejoindre l'Olympique lyonnais.
Il est sélectionné en équipe de France de 2012 à 2014 et compte quatre sélections.

## Biographie
Originaire de Bangui en République centrafricaine, Mapou Yanga-Mbiwa arrive en France à l'âge de huit ans et rejoint ainsi son père. Il grandit dans la ville de Port-de-Bouc dans les Bouches-du-Rhône.

### Carrière en club

#### Montpellier (2006-2013)
En 2006, Mapou Yanga-Mbiwa signe son premier contrat professionnel au Montpellier Hérault Sport Club avec lequel il est sous contrat jusqu'en juin 2013.
Après une saison avec le groupe professionnel sans réellement jouer avec l'équipe première, Mapou Yanga-Mbiwa devient titulaire dès la saison suivante sur le côté gauche de la défense sous les ordres de Rolland Courbis.
Il démontre tout son talent en Ligue 2 lors de la saison 2008-2009 en étant un des principaux artisans de la montée en Ligue 1.
Il confirme dès la saison suivante dans l'élite sur le côté droit de la défense pailladine désormais sous les ordres de René Girard puis dans l'axe lors de la saison 2010-2011.
Défenseur polyvalent, ses prestations commencent à faire parler de lui, et lors de l'été 2011, les dirigeants pailladins vont voir arriver plusieurs offres de transfert provenant de clubs plutôt huppés. Parmi eux, le Lille OSC, champion de France sortant qui propose cinq millions d'euros au club héraultais pour s'attacher les services de son jeune défenseur. En novembre 2012, il prolonge son contrat avec le club de deux ans. Il est donc lié au Montpellier Hérault Sport Club jusqu'en juin 2015.
Le 20 mai 2012, il remporte un titre historique de Champion de France de Ligue 1, le premier et seul pour lui comme pour son club formateur. Auteur d’une saison exceptionnelle et d’un duo de choc en charnière centrale au côté de Vitorino Hilton, meilleure défense du championnat, il est logiquement appelé en équipe en France par Laurent Blanc en fin de saison.

#### Newcastle (2013-2014)
Le 22 janvier 2013, Yanga-Mbiwa signe avec Newcastle United un contrat de cinq ans et demi pour un montant de huit millions d'euros.

#### AS Rome (2014-2015)
Le 1er septembre 2014, Mapou Yanga-Mbiwa est prêté pour une saison par Newcastle à l'AS Rome avec une option d'achat à six millions d'euros. Le 27 janvier 2015, l'option d'achat est levée et donc Mapou Yanga-Mbiwa est transféré définitivement à l'AS Rome.

#### Olympique lyonnais (2015-2020)
Le 14 août 2015, il signe un contrat de quatre ans à l'Olympique lyonnais. Le montant de la transaction est estimé à huit millions d'euros, plus deux de bonus. Sa première moitié de saison est marquée par quelques erreurs défensives, considérées comme de « mauvaises prestations », et accentuées par la pression du public lyonnais. Il retrouve progressivement son meilleur niveau en 2016, et devient titulaire indiscutable aux côtés de Samuel Umtiti. Le 7 mai, il inscrit ses deux premiers buts sous les couleurs lyonnaises lors de la large victoire lyonnaise 6 à 1 face à l'AS Monaco qui confirment son regain de performances en deuxième moitié de saison,.
Lors du match Lyon-Monaco, où Mapou Yanga-Mbiwa s'illustre par un doublé, les supporters lyonnais décidèrent de chanter son nom sur le rythme du tube de l'été Kungs, This Girl. Il rejoignit alors des joueurs ayant marqué le club avec un chant à leur honneur comme Juninho ou encore Alexandre Lacazette.
Pour la saison 2017-2018, il apparaît comme le quatrième choix en charnière centrale à la suite du repositionnement de Jérémy Morel, l'arrivée de Marcelo et la présence de Mouctar Diakhaby. Associé à ce dernier, il dispute ainsi son premier match de la saison lors de la 9e journée, le 13 octobre, pour la réception de l'AS Monaco (victoire 3-2). Il disputera son deuxième et dernier match de la saison contre Montpellier, le 13 décembre 2017.
Pour les saisons 2018-2019 et 2019-2020 il n'a joué aucun match avec l'équipe première, il a tout de même été convoqué pour le match Strasbourg-Lyon, le 30 novembre 2019, mais il n'a pas joué. Il est libéré de ses obligations contractuelles le 1er juillet 2020.

### Carrière internationale
En octobre 2009, il est convoqué par Erick Mombaerts en équipe de France espoirs pour les rencontres face aux équipes de Malte et de Belgique.
Malgré de nombreux appels des sélectionneurs centrafricains, il espère toujours pouvoir prétendre à une sélection en équipe de France et refuse ainsi de rejoindre son pays natal.
Le 15 mai 2012, il est convoqué dans une liste élargie de Laurent Blanc afin de participer au stage de préparation de l'équipe de France pour l'Euro 2012. Le 29 mai, Laurent Blanc annonce qu'il ne retient pas le joueur montpelliérain qui est, avec Yoann Gourcuff, l'un des deux déçus de cette liste élargie.
Le 9 août 2012, le nouveau sélectionneur de l'équipe de France de football, Didier Deschamps, le convoque pour un match amical contre l'Uruguay le 15 août.

## Statistiques détaillées

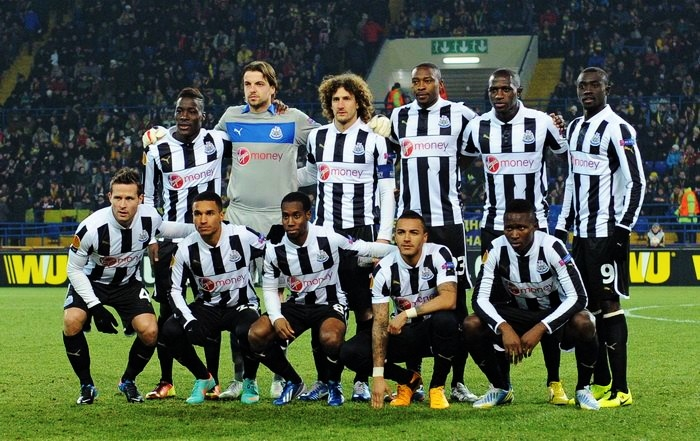
Sélection de l'équipe de Newcastle United FC, 2021

### Parcours professionnel
| Saison                | Club                  | Championnat           | Championnat | Championnat | Coupe nationale | Coupe nationale | Coupe de la Ligue | Coupe de la Ligue | Supercoupe | Supercoupe | Compétition(s) continentale(s) | Compétition(s) continentale(s) | Compétition(s) continentale(s) | Total | Total |
| Saison                | Club                  | Division              | M.          | B.          | M.              | B.              | M.                | B.                | M.         | B.         | Comp.                          | M.                             | B.                             | M.    | B.    |
| 2006-2007             | Montpellier HSC       | Ligue 2               | 1           | 0           | 1               | 0               | -                 | -                 | -          | -          | -                              | -                              | -                              | 2     | 0     |
| 2007-2008             | Montpellier HSC       | Ligue 2               | 34          | 1           | 4               | 0               | 3                 | 0                 | -          | -          | -                              | -                              | -                              | 41    | 1     |
| 2008-2009             | Montpellier HSC       | Ligue 2               | 29          | 1           | 1               | 0               | 3                 | 0                 | -          | -          | -                              | -                              | -                              | 33    | 1     |
| 2009-2010             | Montpellier HSC       | Ligue 1               | 36          | 0           | 1               | 0               | -                 | -                 | -          | -          | -                              | -                              | -                              | 37    | 0     |
| 2010-2011             | Montpellier HSC       | Ligue 1               | 36          | 1           | -               | -               | 4                 | 0                 | -          | -          | C3                             | 2                              | 0                              | 42    | 1     |
| 2011-2012             | Montpellier HSC       | Ligue 1               | 34          | 1           | 2               | 0               | 2                 | 0                 | -          | -          | -                              | -                              | -                              | 38    | 1     |
| 2012-2013             | Montpellier HSC       | Ligue 1               | 16          | 0           | -               | -               | 3                 | 0                 | 1          | 0          | C1                             | 6                              | 0                              | 26    | 0     |
| Sous-total            | Sous-total            | Sous-total            | 186         | 4           | 9               | 0               | 15                | 0                 | 1          | 0          | -                              | 8                              | 0                              | 219   | 4     |
| 2012-2013             | Newcastle United      | Premier League        | 14          | 0           | -               | -               | -                 | -                 | -          | -          | C3                             | 6                              | 0                              | 20    | 0     |
| 2013-2014             | Newcastle United      | Premier League        | 23          | 0           | 2               | 0               | 1                 | 0                 | -          | -          | -                              | -                              | -                              | 26    | 0     |
| Sous-total            | Sous-total            | Sous-total            | 37          | 0           | 2               | 0               | 1                 | 0                 | -          | -          | -                              | 6                              | 0                              | 46    | 0     |
| 2014-2015             | AS Roma               | Serie A               | 28          | 1           | 1               | 0               | -                 | -                 | -          | -          | C1+C3                          | 9                              | 0                              | 38    | 1     |
| 2015-2016             | Olympique lyonnais    | Ligue 1               | 27          | 2           | 2               | 0               | 1                 | 0                 | -          | -          | C1                             | 5                              | 0                              | 35    | 2     |
| 2016-2017             | Olympique lyonnais    | Ligue 1               | 25          | 0           | 1               | 0               | -                 | -                 | 1          | 0          | C1+C3                          | 5+2                            | 0                              | 34    | 0     |
| 2017-2018             | Olympique lyonnais    | Ligue 1               | 2           | 0           | -               | -               | 1                 | 0                 | -          | -          | C3                             | -                              | -                              | 3     | 0     |
| 2018-2019             | Olympique lyonnais    | Ligue 1               | -           | -           | -               | -               | -                 | -                 | -          | -          | C1                             | -                              | -                              | 0     | 0     |
| 2019-2020             | Olympique lyonnais    | Ligue 1               | -           | -           | -               | -               | -                 | -                 | -          | -          | C1                             | -                              | -                              | 0     | 0     |
| Sous-total            | Sous-total            | Sous-total            | 54          | 2           | 3               | 0               | 2                 | 0                 | 1          | 0          | -                              | 12                             | 0                              | 72    | 2     |
| 2023-2024             | FC Istres             | National 2            | 11          | 0           | -               | -               | -                 | -                 | -          | -          | -                              | -                              | -                              | 11    | 0     |
| 2024-2025             | FC Istres             | National 2            | 9           | 0           | -               | -               | -                 | -                 | -          | -          | -                              | -                              | -                              | 9     | 0     |
| Sous-total            | Sous-total            | Sous-total            | 20          | 0           | -               | -               | -                 | -                 | -          | -          | -                              | -                              | -                              | 20    | 0     |
| Total sur la carrière | Total sur la carrière | Total sur la carrière | 325         | 7           | 15              | 0               | 18                | 0                 | 2          | 0          | -                              | 35                             | 0                              | 395   | 7     |

### En sélection nationale
| Saison                | Sélection             | Phases finales        | Phases finales | Phases finales | Phases finales | Éliminatoires | Éliminatoires | Éliminatoires | Matchs amicaux | Matchs amicaux | Matchs amicaux | Total | Total | Total |
| Saison                | Sélection             | Compétition           | M              | B              | Pd             | M             | B             | Pd            | M              | B              | Pd             | M     | B     | Pd    |
| --------------------- | --------------------- | --------------------- | -------------- | -------------- | -------------- | ------------- | ------------- | ------------- | -------------- | -------------- | -------------- | ----- | ----- | ----- |
| 2012-2013             | France                | -                     | -              | -              | -              | 2             | 0             | 0             | 1              | 0              | 0              | 3     | 0     | 0     |
| 2014-2015             | France                | -                     | -              | -              | -              | -             | -             | -             | 1              | 0              | 0              | 1     | 0     | 0     |
| Total sur la carrière | Total sur la carrière | Total sur la carrière | -              | -              | -              | 2             | 0             | 0             | 2              | 0              | 0              | 4     | 0     | 0     |

#### Liste des matchs internationaux
| 0 | Date              | Adversaire  | Score | Compétition                       | Lieu                                           | Commentaires |
| - | ----------------- | ----------- | ----- | --------------------------------- | ---------------------------------------------- | ------------ |
| 1 | 15 août 2012      | Uruguay     | 0-0   | Match amical                      | Stade Océane, Le Havre, France                 | Titulaire    |
| 2 | 7 septembre 2012  | Finlande    | 0-1   | Éliminatoires Coupe du monde 2014 | Stade olympique d'Helsinki, Helsinki, Finlande | Titulaire    |
| 3 | 11 septembre 2012 | Biélorussie | 3-1   | Éliminatoires Coupe du monde 2014 | Stade de France, Saint-Denis, France           | Titulaire    |
| 4 | 14 novembre 2014  | Albanie     | 1-1   | Match amical                      | Stade de la route de Lorient, Rennes, France   | Titulaire    |

## Palmarès
Titulaire indiscutable du Montpellier Hérault Sport Club dès sa deuxième saison en tant que professionnel alors qu'il n'a que dix-huit ans, il est de toutes les campagnes du club pailladins et est ainsi sacré vice-champion de Ligue 2 en 2009, puis participe à la finale de la coupe de la Ligue en 2011 perdue face à l'Olympique de Marseille.
Le 20 mai 2012, il décroche le titre de champion de France avec le Montpellier Hérault SC en tant que capitaine et titulaire indiscutable dans l'axe de la défense avant de s'incliner lors du Trophée des Champions 2012 contre l'Olympique lyonnais.
Après un passage à Newcastle United puis à l'AS Roma avec qui il est vice-champion d'Italie derrière la Juventus, il revient en France à l'Olympique lyonnais. Il est vice-champion de France en 2016 et finaliste du Trophée des champions la même année.
En fin de carrière, il est champion de National 3, la cinquième division française avec le FC Istres.
| Montpellier Hérault SC (1) | AS Rome                                         | Olympique lyonnais                                                                                | FC Istres (1)                    |
| --- | ----------------------------------------------- | ------------------------------------------------------------------------------------------------- | -------------------------------- |
| - Championnat de France (1) : - Champion : 2012 - Coupe de la Ligue : - Finaliste : 2011 - Trophée des champions : - Finaliste : 2012 - Ligue 2 : - Vice-champion : 2009 | - Championnat d'Italie : - Vice-champion : 2015 | - Championnat de France (1) : - Vice-champion : 2016 - Trophée des champions : - Finaliste : 2016 | - National 3 : - Champion : 2024 |